# Tempête à Madère en 2010
Pour les articles homonymes, voir Tempête de 2010 et Tempête (homonymie).
La tempête à Madère en 2010 est une dépression ayant causé des inondations et des glissements de terrain le 20 février 2010 sur l'île portugaise de Madère et en particulier à Funchal, la plus grande ville et capitale de la région autonome, et aussi à Ribeira Brava. Le bilan officiel fait état de 43 morts.

## Contexte
L'urbanisation excessive  de l'île de Madère, dont le relief est tourmenté, ainsi que la déforestation ont été mises en cause à l'occasion de cette catastrophe.

## Déroulement
L'archipel de Madère a été touché le 20 février 2010 par un système frontal actif associé à une zone de dépression centrée sur les Açores et qui s'est déplacée vers le nord-est à partir de 00h00 UTC. Entre 6h00 et 11h00 du matin (heure locale), 108 millimètres de précipitations ont été enregistrées au niveau de la station météorologique de Funchal et 165 à celle de pico do Arieiro. Ces chiffres sont bien supérieurs aux 88 millimètres de précipitations tombant en moyenne en février sur Madère.

## Conséquences
Le président français Nicolas Sarkozy, le pape Benoît XVI, ainsi que le footballeur portugais né à Madère Cristiano Ronaldo ont envoyé leurs messages de soutien et de condoléances.
Dans la soirée du 21 février, le décès de 43 personnes a été confirmé et 120 blessés, 248 disparus et 240 sans-abri sont décomptés. Un deuil national de trois jours a été décrété dans l'ensemble du Portugal.